# Euromaidán
Se conoce como Euromaidán (en ucraniano, Євромайда́н, Yevromaidán; «Europlaza») a una serie de manifestaciones y disturbios heterogéneos iniciada el 21 de noviembre de 2013 con grandes protestas en la Plaza de la Independencia en Kiev. Las protestas, de índole europeísta, independentista y nacionalista, se desencadenaron a raíz de la repentina decisión del presidente Viktor Yanukóvich de suspender el Acuerdo de Asociación entre la Unión Europea y Ucrania y fortalecer sus lazos con Rusia. Tras aprobar, por abrumadora mayoría, el parlamento ucraniano la ratificación del Acuerdo con la UE, Rusia habría presionado a Kiev para que lo rechazara. Los manifestantes se opusieron a lo que consideraban corrupción gubernamental generalizada, abuso de poder y violaciones de los derechos humanos. La organización no gubernamental Transparencia Internacional denunció a Yanukóvich como el principal ejemplo de corrupción en el mundo. La violenta dispersión de los manifestantes el 30 de noviembre de 2013 provocó aún más indignación en la población. El Euromaidán precipitó la renuncia del presidente el 22 de febrero de 2014 y significó el origen de la guerra ruso-ucraniana.
Tras la huida del presidente de Ucrania Víktor Yanukóvich en dirección desconocida el 21 de febrero de 2014, la Rada Suprema destituyó del cargo a Yanukóvich por «el abandono de sus funciones constitucionales». El 23 de febrero de 2014, el jefe del grupo parlamentario del Partido de las Regiones que lideraba Yanukóvich, Oleksandr Yefrémov, responsabilizó a Yanukóvich del saqueo del país y del derramamiento de sangre.
Más adelante, el 29 de marzo de 2014, el Congreso del Partido de las Regiones expulsaría de sus filas a Yanukóvich, Mikola Azárov, Oleksandr Klimenko, Serhiy Arbúzov, Valeriy Konovalyuk y Andréi Syshatski por 333 votos a favor, 45 en contra y 28 abstenciones.
Los sucesos se habían desencadenado en Kiev la noche del 21 de noviembre de 2013, un día después de que el Gobierno de Ucrania hubiera suspendido in extremis la firma del Acuerdo de Asociación y el Acuerdo de Libre Comercio con la Unión Europea (UE).
Aunque el 30 de marzo de 2012, Yanukóvich y los líderes de la UE habían acordado un estatuto de asociación de Ucrania con la UE, la entrada en vigor se fue aplazando y las negociaciones quedaron estancadas durante un año, entre otras razones porque una de las exigencias europeas era la liberación de Yulia Timoshenko y Yuri Lutsenko, opositores al Gobierno. Ello no impidió que durante los meses previos al inicio de las protestas, Yanukóvich prometiera realizar las reformas necesarias para seguir adelante con las negociaciones.
Sin embargo, sorprendentemente, el Gobierno ucraniano, encabezado por Mikola Azárov, publicó el 21 de noviembre de 2013 una nota oficial en la que informaba que el proceso de preparación de la firma del acuerdo quedaba «suspendido». Las razones esgrimidas fueron la caída en la producción industrial y el mantenimiento de relaciones con los países de la Comunidad de Estados Independientes. Yanukóvich asistió a la cumbre de la UE los días 28 y 29, tal como estaba previsto antes de la suspensión unilateral, pero solo para declinar la última oferta europea, de 600 millones de euros, por considerarla «humillante». Por su parte, Azárov reprochó a la UE y al Fondo Monetario Internacional la falta del apoyo económico que hubiera compensado el «divorcio comercial» con Rusia, a la vez que admitía que había sido Moscú quien había conminado a Kiev a no sellar el pacto.
A partir del 21 de noviembre, se produjeron en la plaza de la Independencia (en ucraniano, Maidán Nezalézhnosti) de la capital varias concentraciones que exigían al gobierno retomar el diálogo con la UE. Las convocatorias lograron congregar a cientos de miles de personas, que asistieron a discursos diarios de líderes políticos opositores y de figuras destacadas de la cultura, tanto ucranianas como extranjeras. Entre sus impulsores se encontraban organizaciones sociales, la oposición política —incluidos grupos ultranacionalistas y de extrema derecha, Sector Derecho y Svoboda— y las Iglesias ucranianas —como la Iglesia ortodoxa ucraniana del Patriarcado de Kiev—, con excepción de la Iglesia ortodoxa ucraniana del Patriarcado de Moscú. En las manifestaciones también participaron representantes de minorías étnicas (rusos, chechenos, tártaros de Crimea, judíos, georgianos, armenios y otros) y ciudadanos de otros países (Polonia, Bielorrusia, Georgia, Rusia y otros).
Las protestas desembocaron en disturbios, que fueron creciendo en intensidad, al punto de que hubo días en que muchos manifestantes continuaban sus protestas toda la noche, lo que hacía imposible su desalojo del lugar por parte de las autoridades. El 16 de enero, la Rada Suprema ordenó penas contra los manifestantes, el bloqueo de edificios administrativos y la instalación de tiendas de campaña. Esto fue tomado por los manifestantes como un veto a su derecho de manifestarse y protestar. Desde entonces, las protestas provocaron una escalada de violencia en rechazo a las nuevas leyes. Como resultado, el 22 de enero las manifestaciones registraron cinco muertos.
Entre tanto, las protestas se fueron expandiendo a lo largo del centro y oeste del país, con algunos focos en el este, mayoritariamente rusófono. La exigencia no era solo el cambio económico hacia Europa, sino la sustitución total de gobierno, lo que llevó a la dimisión de Azárov el 28 de enero y a que el Parlamento reunido en asamblea extraordinaria derogara las polémicas leyes que limitaban los derechos de manifestación y reunión.
La noche del 19 y 20 de febrero, Yanukóvich y los principales líderes de la oposición (Vitali Klichkó, Arseni Yatseniuk y Oleh Tiagnibok) acordaron una tregua y la retirada de las barricadas colocadas anteriormente en la plaza de la capital para contener a las fuerzas policiales. El 21 de febrero —tras el llamado «Jueves Negro» (20 de febrero) en el que murieron más de 60 manifestantes—, se aprobó un acuerdo entre ambas partes para adelantar las elecciones, formar un gobierno de transición, volver a la Constitución de Ucrania de 2004 y frenar la violencia.
En la madrugada del 21 al 22 de febrero, Yanukóvich, sin informar al parlamento, abandonó su lujosa residencia de Mezhyhirya, en las afueras de la capital, y desapareció en dirección desconocida —según declararía más adelante, lo hizo al temer por su vida y la de su familia—. Yanukóvich no firmó la reintroducción de la Constitución de 2004 que acordó ratificar en menos de 48 en el acuerdo previo antes de desaparecer. En la mañana del 22 de febrero, la Rada Suprema lo destituyó de su cargo por «abandono de sus funciones constitucionales» y tomó el control del país, votando, por mayoría constitucional, la vuelta a la Constitución de 2004, acordada el día anterior.
Solo después de dicha vuelta al sistema político parlamentario, en lugar del presidencial, Oleksandr Turchínov asumió la presidencia del parlamento, previa renuncia por escrito del presidente anterior. Al día siguiente, Turchínov fue nombrado primer ministro en funciones con el encargo de coordinar las tareas de gobierno. El 28 de febrero, Yanukóvich reapareció en Rostov del Don (Rusia), donde denunció un presunto golpe de Estado.

## Origen

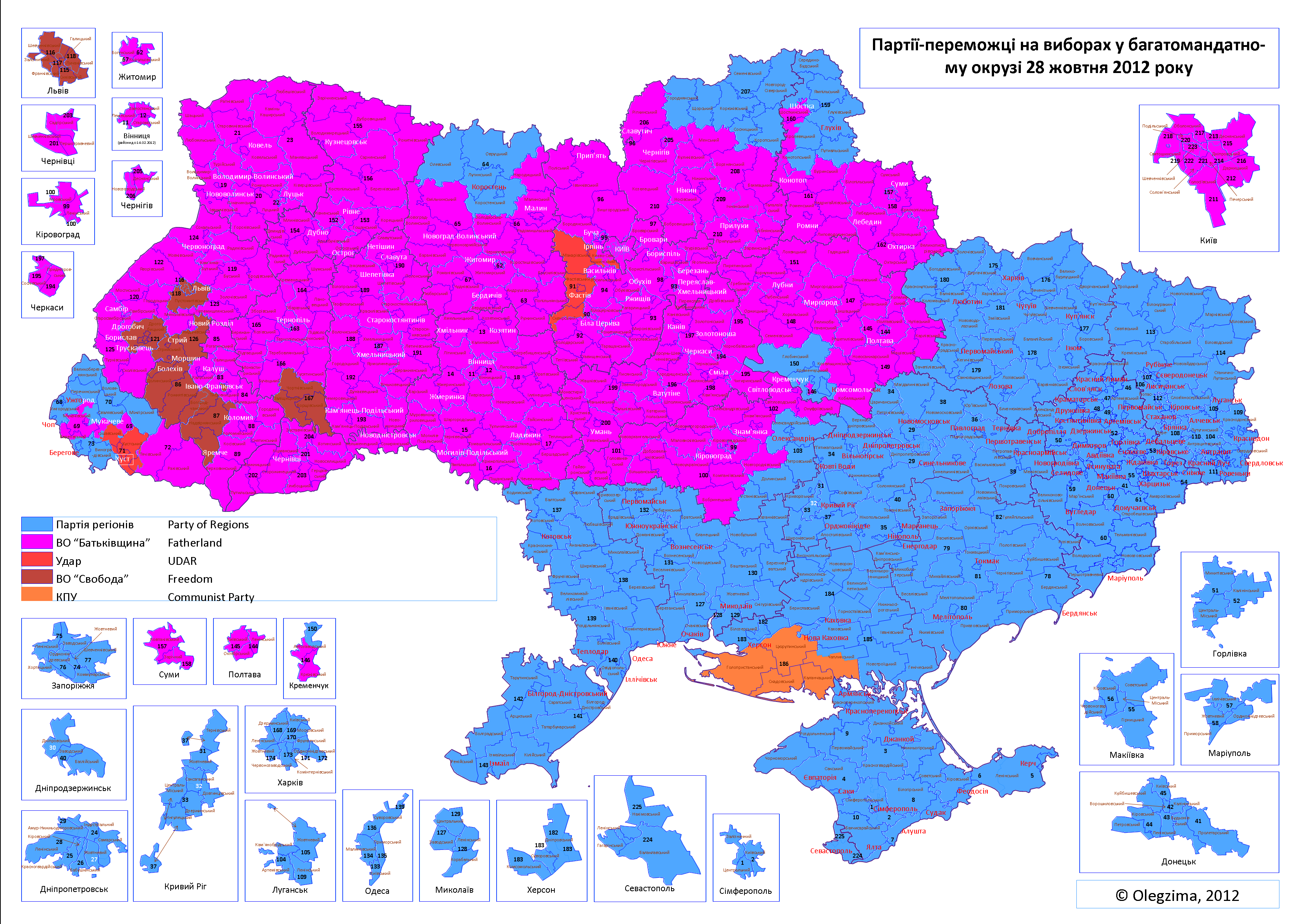
En azul: voto mayoritario por el prorruso Partido de las Regiones (sureste del país, zonas fronterizas con Bielorrusia, y gran parte de Transcarpacia.)
En violeta: voto mayoritario por Batkivshchyna.
En rojo: voto mayoritario por Svoboda.

### Acuerdo de Asociación entre Ucrania y la Unión Europea
El 22 de julio de 2008 se anunció que Ucrania firmaría un Acuerdo de Asociación con la Unión Europea (AA). Sin embargo, tras la condena de la líder de la oposición Yulia Timoshenko a siete años en prisión el 11 de octubre de 2011, la representante de asuntos exteriores de la UE Catherine Ashton advirtió que, si bien las conversaciones sobre un acuerdo entre las dos partes continuaría, la condena de Timoshenko tendría «profundas consecuencias» en las relaciones bilaterales. Y es que la Unión Europea y varios de sus Estados miembros, principalmente Alemania, habían presionado al presidente ucraniano Víktor Yanukóvich y al Gobierno de Mikola Azárov a poner fin a la detención de Timoshenko debido a su delicado estado de salud.
De acuerdo a una declaración conjunta de Ucrania y la UE, adoptada el 19 de diciembre del 2011 en una cumbre entre ambas partes, la ratificación del tratado del AA dependía del «respeto de Ucrania por los valores comunes y del estado de derecho con un poder judicial independiente». El AA se inició el 30 de marzo del 2012 en Bruselas y el 19 de julio siguiente fue inicialado (paso previo a la firma definitiva) el texto del Acuerdo sobre el establecimiento de la zona de libre comercio entre la Unión Europea y Ucrania, parte integrante del AA. Sin embargo, para noviembre del 2012 el acuerdo aún no había sido firmado por el Parlamento europeo y los gobiernos de los Estados miembros de la Unión Europea.
En una declaración del 10 de diciembre del 2012, el Consejo de la Unión Europea reafirmó su compromiso con la firma del AA, incluyendo un área de libre comercio «tan pronto las autoridades ucranianas demuestren una decisiva acción así como avances tangibles en las tres áreas —reformas electorales, judiciales y constitucionales— mencionadas anteriormente».
El 22 de febrero del 2013 fue aprobada por 315 de los 349 miembros registrados de la Rada Suprema una resolución estableciendo que «dentro de sus poderes» el parlamento se aseguraría que las recomendaciones del Consejo la Unión Europea serían implementadas. En la 16.ª cumbre Ucrania-UE el 25 de febrero del 2013, el presidente del Consejo Europeo Herman Van Rompuy hizo un seguimiento de la declaración del Consejo de la Unión Europea, reiterando el llamado para la «acción decidida y un progreso tangible en estas áreas, a más tardar en mayo de este año». Por su parte, el presidente de la Comisión Europea José Manuel Durão Barroso aclaró que «un país no puede ser al mismo tiempo miembro de la Unión Aduanera y estar en el área de libre comercio con la Unión Europea». En el mismo sentido, el Comisario europeo de Ampliación y Política Europea de Vecindad, informó al Parlamento Europeo que si bien las autoridades ucranianas habían establecido su «compromiso inequívoco» para abordar las cuestiones planteadas por la UE, varios incidentes recientes «inquietantes» podrían retrasar la firma de los acuerdos. Sin embargo, el Ministerio de asuntos exteriores de Ucrania expresó su optimismo al decir que los acuerdos aún serían firmados en noviembre.
Yanukóvich declaró que Ucrania haría «su mejor esfuerzo» para satisfacer los requerimientos de la UE. No obstante, el presidente también se ocupaba de las negociaciones con Rusia para «encontrar el modelo apropiado» para la cooperación con la Unión Aduanera de Bielorrusia, Kazajistán y Rusia  Mientras, para coordinar la preparación de la asociación de Ucrania a la Unión Europea, el gobierno de Yanukóvich aprobó un Plan de medidas prioritarias. Además, el 7 de april un decreto de Yanukóvich liberó de prisión a Yuri Lutsenko y lo exentó de cualquier castigo que siguiera a la fecha.

## Desarrollo

### Noviembre y diciembre de 2013

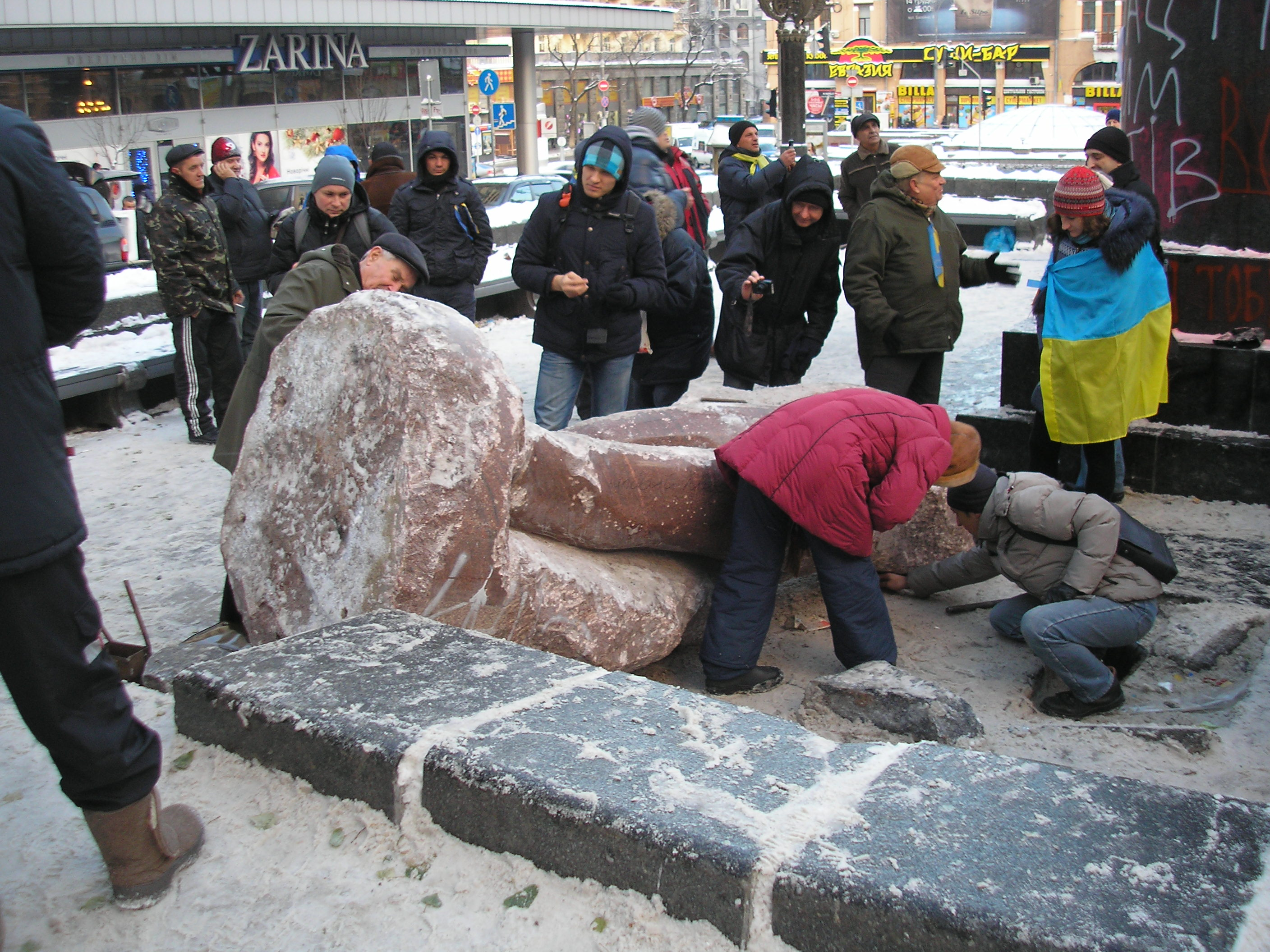
Restos de la estatua de Lenin al día siguiente de haber sido derribada por los manifestantes del Euromaidán.

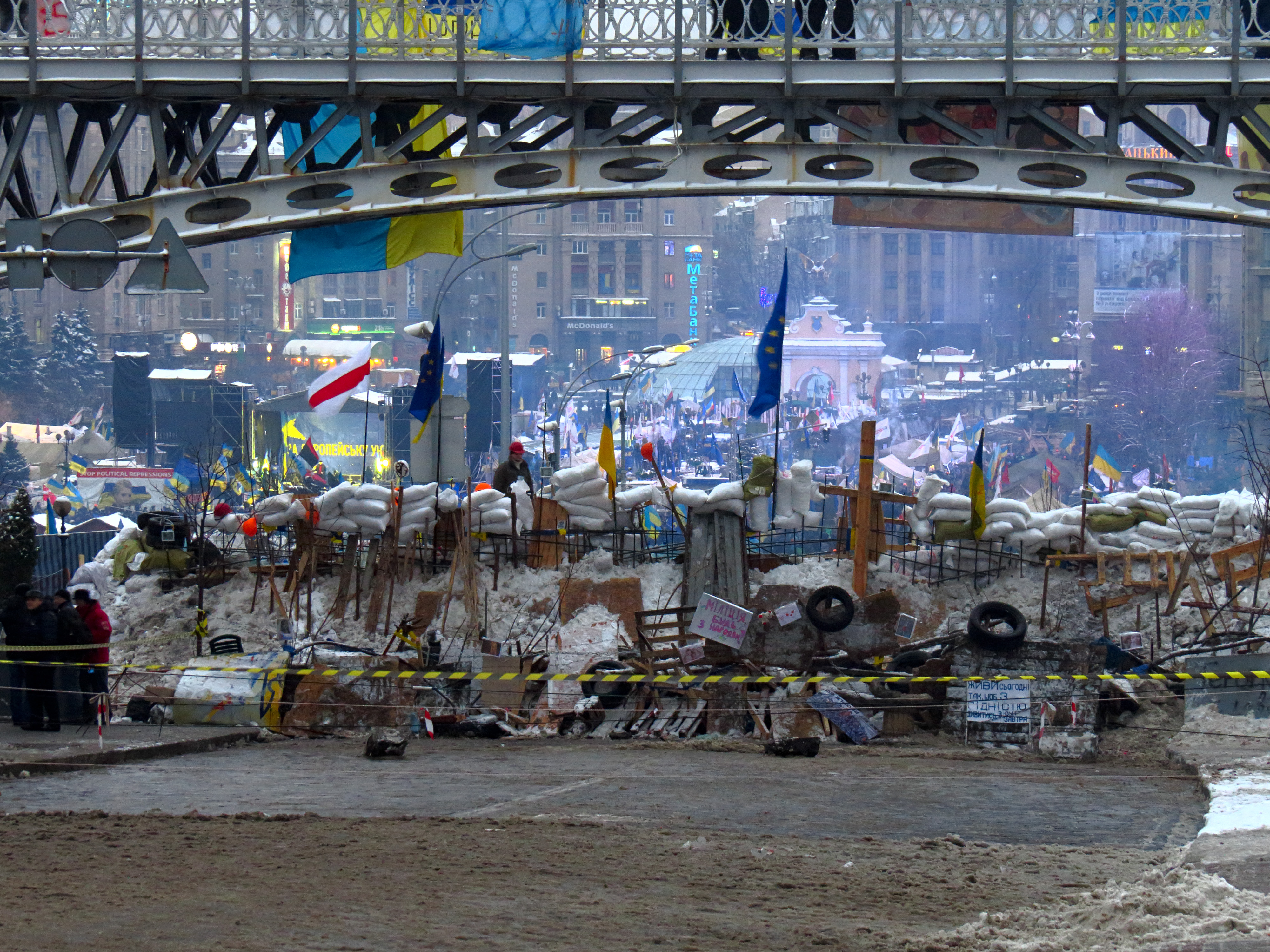
Barricadas en Kiev en diciembre de 2013.

El 21 de noviembre de 2013, un decreto del gobierno ucraniano suspendió las preparaciones para la firma del Acuerdo de Asociación entre Ucrania y la Unión Europea; en su lugar se propuso la creación de un comisión de comercio entre Ucrania, la Unión Europea y Rusia, lo que resolvería los problemas de comercio entre las partes de este posible acuerdo. El primer ministro Mikola Azárov emitió el decreto con el fin de «garantizar la seguridad nacional de Ucrania» y en consideración de las posibles ramificaciones de comercio con Rusia (y otros países de la CEI) si el acuerdo fuera signado en la cumbre de noviembre en Vilnius. Según el vice primer ministro, Yuriy Boyko, Ucrania reanudaría la preparación del acuerdo «cuando la caída de la producción industrial y nuestras relaciones con los países de la CEI sean compensados por el mercado europeo, de lo contrario la economía de nuestro país va a sufrir un daño grave». El mismo día el presidente ucraniano, Víktor Yanukóvich, declaró que «una alternativa para las reformas en Ucrania y una alternativa para la integración a Europa no existe [...] Estamos yendo por este camino y no cambiaremos nuestra dirección».
En Kiev, el malestar de los partidos de la oposición como resultado del estos anuncios dio inicio al Euromaidán, las protestas más grandes desde la Revolución naranja. Además, el mismo día la Rada Suprema no aprobó ninguna de las seis mociones que permitían a la ex primera ministra Yulia Timoshenko el recibir tratamiento médico en el extranjero, lo cual había sido una demanda de la UE para la firma del acuerdo de asociación —la misma semana Tymoshenko había declarado que se sentía lista para pedir a la UE que evite la demanda por su libertad si eso significaba que Yanukóvich firmara el acuerdo—
Más tarde el 21 de noviembre, el secretario de prensa presidencial ruso Dmitri Peskov llamó al decreto de Ucrania «una decisión estrictamente interna y soberana del país, y creemos que no tenemos derecho a hacer comentarios al respecto» y afirmó que Rusia estaba preparada para tener negociaciones tripartitas con Ucrania y la UE sobre comercio y asuntos económicos. La misión de observación del Parlamento Europeo en Ucrania declaró (también el 21 de noviembre de 2013) que todavía había una oportunidad para firmar el tratado de asociación UE - Ucrania. Por su parte, varios diplomáticos de la UE se mostraron más escépticos de los motivos invocados por el gobierno ucraniano.
El 23 de noviembre Yanukóvich dijo que su gobierno podría firmar un nuevo acuerdo con la UE «tan pronto alcancemos un nivel que sea cómodo para nosotros, que complazca nuestros intereses, cuando estemos de acuerdo en términos normales». Además admitió que Rusia había pedido retrasar el acuerdo de asociación con la UE. También el primer ministro Azarov afirmó que «el proceso de negociación sobre el acuerdo de integración continúa, y que el esfuerzo de mover nuestro país más cerca de los estándares europeos no ha parado ni un solo día». En consecuencia, Yanukóvich asistió a la cumbre del 29 de noviembre con la UE pero el acuerdo no fue firmado. En la reunión, el presidente ucraniano dijo que todavía tenía intenciones de firmar el acuerdo más tarde y manifestó que necesitaba un apoyo financiero substancial para compensar las respuestas amenazantes de Rusia, y propuso iniciar conferencias tripartitas entre Rusia, Ucrania y la Unión Europea. También instó a Bruselas a prestar ayuda a Ucrania en la facilitación de los términos para un posible préstamo del FMI.
Al final de la cumbre, José Manuel Durão Barroso declaró que la UE no toleraría «un veto de un país tercero» en sus negociaciones sobre la integración con Ucrania. También declaró que «nosotros estamos embarcados en un viaje largo, ayudando a Ucrania a convertirse, como otros, en lo que llamamos ahora, un estado miembro». Por su parte, el presidente del Consejo Europeo Herman Van Rompuy añadió que «nosotros no nos rendiremos ante presión externa, por lo menos no de Rusia». Barroso reiteró que la oferta de la UE hacia Ucrania en términos de la firma de un acuerdo de asociación seguían en pie. Entre tanto, el presidente ruso Vladímir Putin pidió el fin de las críticas hacia la decisión de Ucrania de retrasar el acuerdo de asociación, y que el acuerdo con la UE era algo nocivo para los intereses de seguridad rusos.
Las protestas en Kiev habían continuado y, el 8 de diciembre los manifestantes derribaron la estatua de Vladímir Ilich Lenin, fundador de la Unión Soviética, por ser uno de los símbolos de lo que ellos consideran la «ocupación» ruso-soviética, y algunos exclamaban: «¡Yanukóvich es el siguiente!». Para organizar provocaciones y ayudar a la policía a reprimir a los manifestantes, el Gobierno de Azárov usó ampliamente las formaciones ilegales de Titushki. Las protestas recibieron amplio apoyo desde naciones occidentales que querían sacar a Ucrania de la órbita rusa para que se integrase en la órbita occidental. El 4 de diciembre el ministro de asuntos exteriores de Alemania se reunió en Kiev con líderes de la oposición para expresarles su apoyo. Al mismo tiempo, el Secretario de Estado de los Estados Unidos, John Kerry, dijo que «los ucranianos deben poder decidir su futuro». El 15 de diciembre, el senador estadounidense John McCain visitó a los manifestantes en la plaza y les mostró su apoyo a la causa. En las protestas se hizo presente Victoria Nuland, subsecretaria de Estado para asuntos políticos de los Estados Unidos, para dar su apoyo a los manifestantes armados.
Rusia prometió ayudar económicamente a Ucrania si ésta desistía de sus aspiraciones europeístas. El 17 de diciembre, Rusia acordó prestar US$3075 millones al gobierno de Yanukóvich comprando eurobonos emitidos por Ucrania.

### Leyes antiprotesta

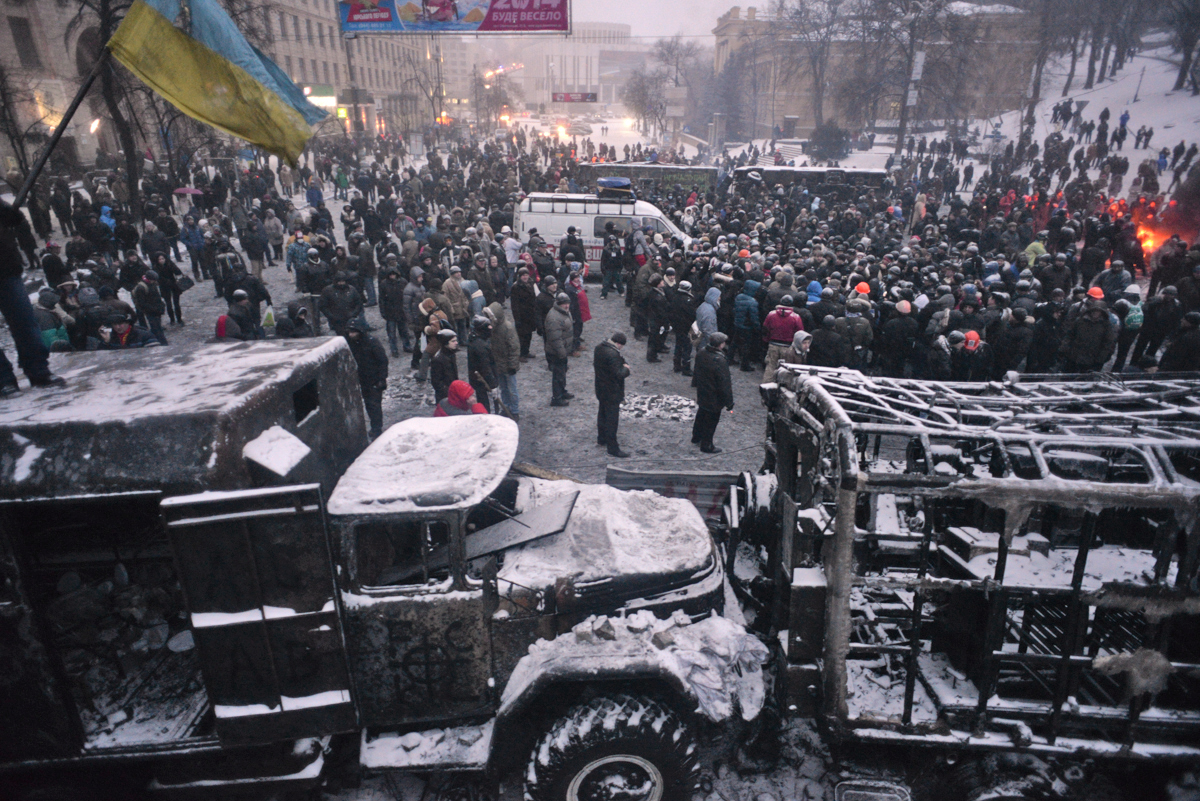
Manifestantes junto a vehículos calcinados en la calle Dynamivska de Kiev, enero de 2014.

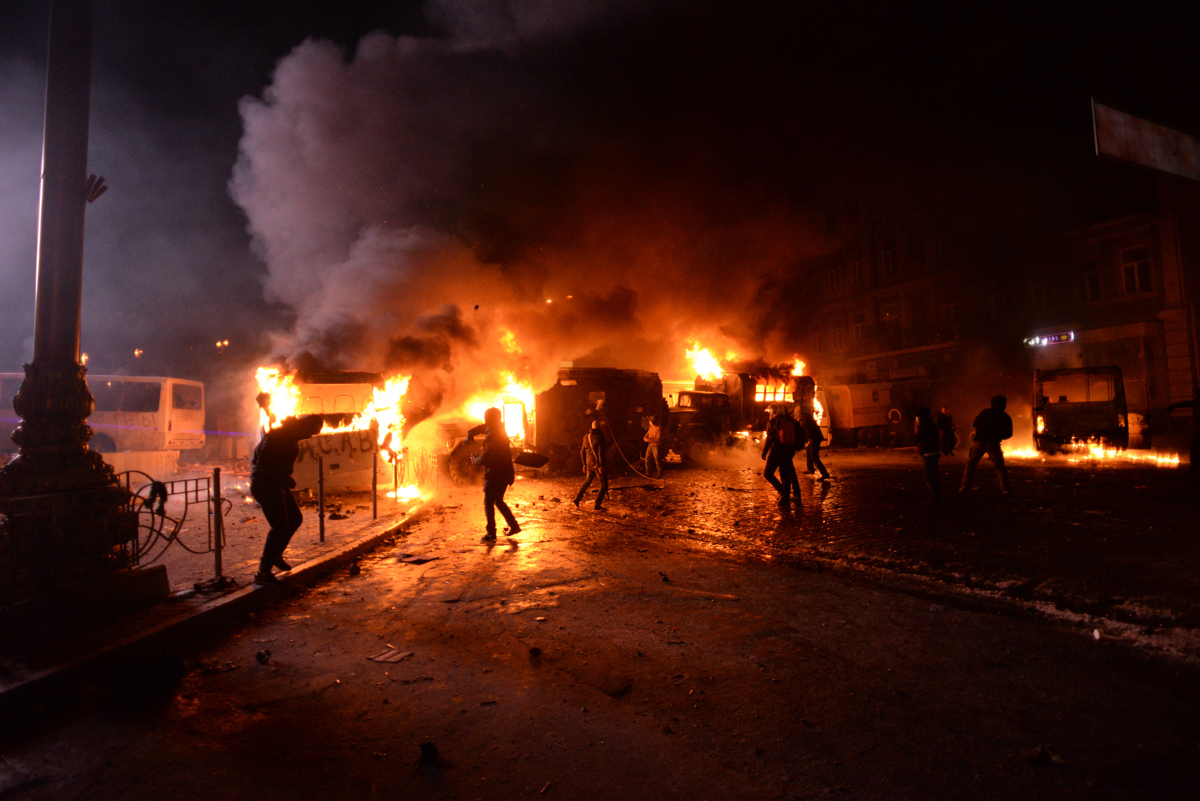
Radicales del Euromaidán lanzan cócteles molotov contra las fuerzas policiales, enero de 2014.

Las leyes antiprotesta ucranianas fueron un grupo de diez leyes que limitaban la libertad de expresión y el derecho de reunión. Las leyes fueron aprobadas por la Rada Suprema el 16 de enero de 2014 y aprobadas por el presidente Víktor Yanukóvich el día siguiente en medio del Euromaidán, movimiento que comenzó en noviembre. Las leyes fueron conocidas colectivamente como «las leyes dictatoriales» (en ucraniano: закони про диктатуру, zakony pro dyktaturu) por activistas del movimiento, organizaciones no gubernamentales, estudiantes y medios de comunicación ucranianos.
Las naciones de Occidente criticaron las leyes por su naturaleza no democrática y su capacidad para reprimir los derechos para protestar, la libertad de expresión y la actividad de organizaciones no gubernamentales. Fueron descritas por los medios de comunicación, por expertos y la comunidad internacional en general como «draconianas»: Timothy Snyder, historiador estadounidense, declaró que habían establecido en la nación una dictadura y John Kerry, secretario de Estado estadounidense, las tachó de «antidemocráticas».
Las leyes fueron desarrolladas por los parlamentarios Vadym Kolesnychenko y Volodymyr Oliynyk, del Partido de las Regiones, apoyados por un bloque consistente de su propio partido, el Partido Comunista y algunos miembros parlamentarios independientes. Fueron adoptadas con violaciones procedimentales. Con la finalidad de reforzar las nuevas leyes, el ministro de Relaciones Interiores, Vitali Zajárchenko, prometió que «cada ofensa será enfrentada duramente por nuestro bando».

### Revolución de la Dignidad

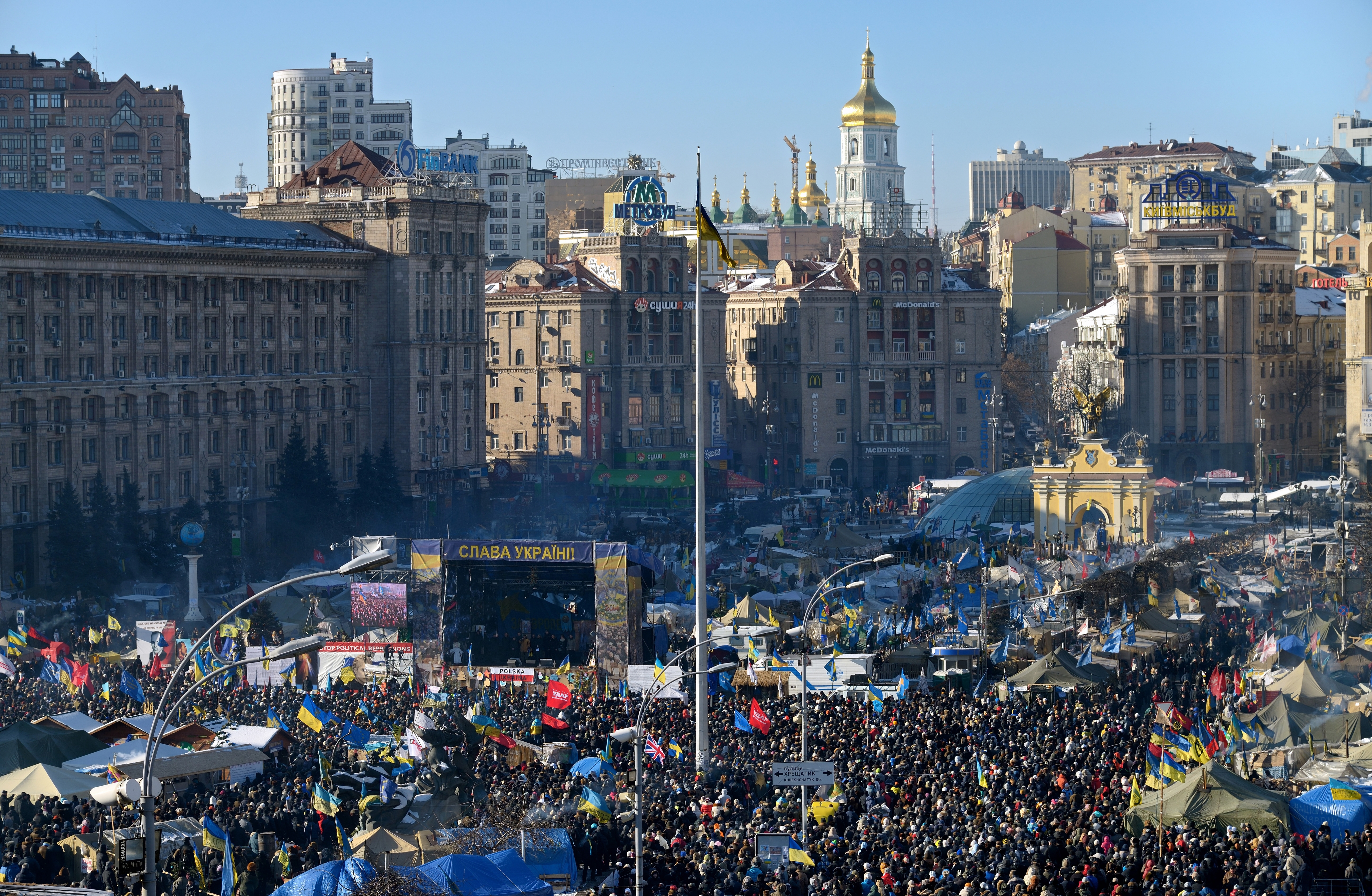
Manifestantes en la plaza de la Independencia en Kiev.

El 18 de febrero, a las 20:00 horas, tras un repunte de la violencia, la Policía intentó desalojar por la fuerza la Plaza de la Independencia. Como consecuencia, el 19 se contabilizaron 26 fallecidos y más de un centenar de heridos debido a los choques nocturnos entre policías y manifestantes.

#### El Jueves Negro
La noche del 19 al 20 de febrero, el Gobierno ucraniano y la oposición pactaron una tregua que el líder del principal partido opositor calificó de «buena noticia». Tras seis horas en vigor, la tregua se rompió y volvió a haber disturbios, esa vez con armas de fuego. Algunos medios reportaron 21 manifestantes muertos por disparos la mañana después de la tregua y calificaron el clima de Kiev de «pre-guerra civil». El ministro del Interior, Vitali Zajárchenko, ordenó por la tarde la entrega de armas de combate a los agentes de Policía y calificó la misión de los agentes de «operación antiterrorista». Por la tarde, fuentes médicas de la oposición aproximaron el número de muertos a un centenar, mientras que las oficiales lo mantuvieron en 67. Los opositores mantenían retenidos en ese momento a 67 agentes de policía. Sin embargo, mientras la oposición afirmaba en sus declaraciones que la Policía «dispara a matar», el Gobierno declaró que sus fuerzas actuasen «en legítima defensa» debido a la violencia opositora. El “Jueves Negro” (20 de febrero) fue considerado el día más violento de los disturbios, con más de 60 fallecidos, principalmente en los alrededores de la Plaza de la Independencia de Kiev (Maidán), corazón de las protestas. Sus imágenes dieron la vuelta al mundo por medio de Internet y las redes sociales. Investigaciones posteriores sobre las muertes de los protestantes demostraron la implicación de la policía en algunos asesinatos.
Según algunos testimonios, los propios francotiradores disparaban a manifestantes opositores y a policías. Durante la violencia del día 20, manifestantes opositores recibieron disparos desde los edificios controlados por los propios opositores. Ese mismo día, los Ministros de Exteriores de tres Estados miembros de la Unión Europea —Radosław Sikorski, de Polonia; Laurent Fabius, de Francia; y Frank-Walter Steinmeier, de Alemania— llegaron a Kiev y se entrevistaron con el presidente Yanukóvich para tratar de frenar la espiral de violencia.

#### Golpe de Estado

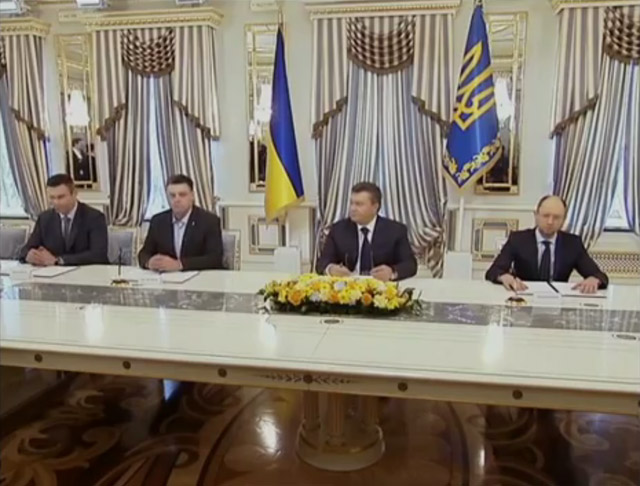
Reunión entre Yanukóvich y los principales líderes de la oposición, 21 de febrero de 2014.

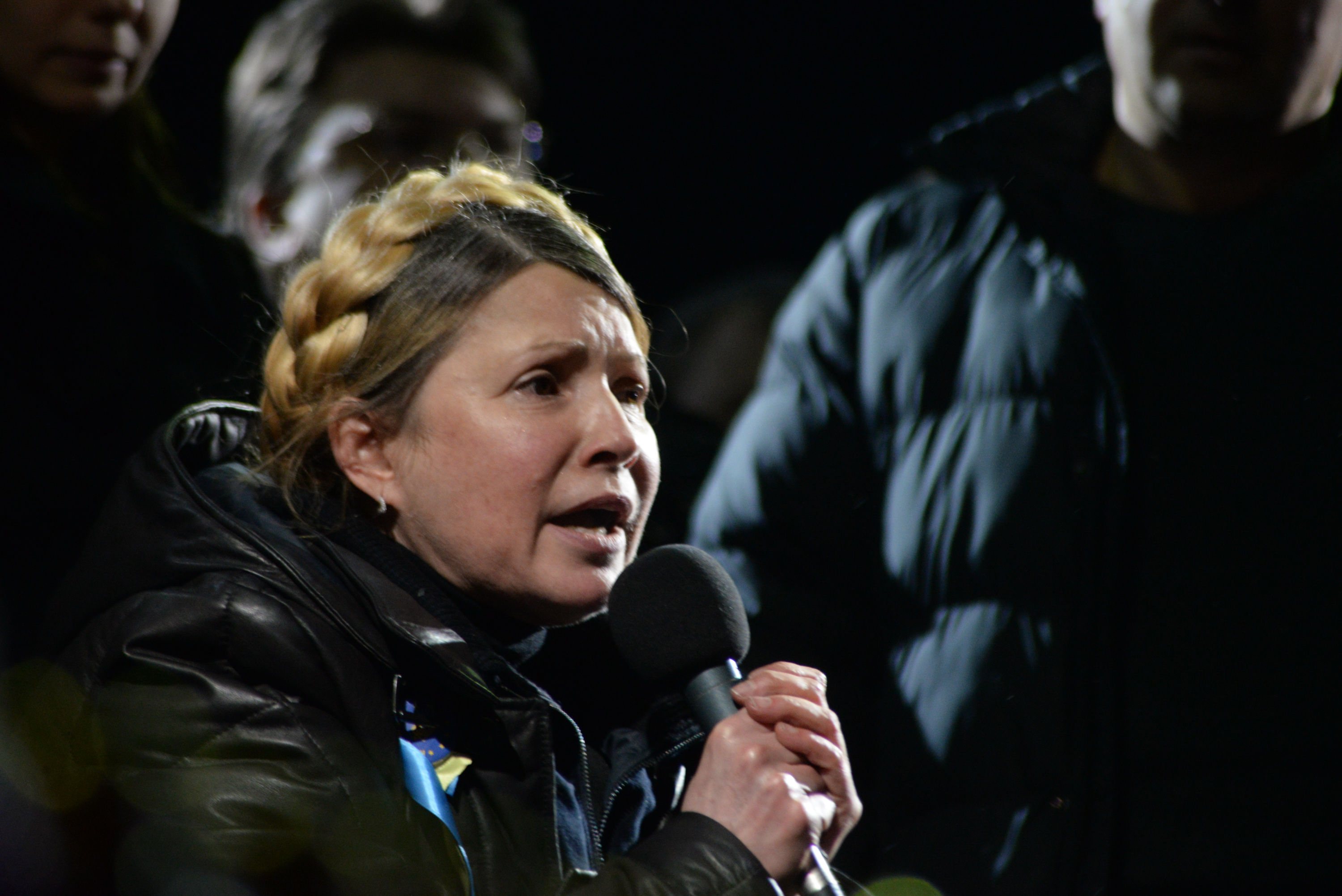
El 22 de febrero también fue liberada Yulia Timoshenko —primera ministra entre la Revolución Naranja de 2005 y las elecciones de 2010— tras haber pasado dos años en arresto domiciliario por «abuso de poder» en la firma de contratos gasíferos con Rusia.

El 21 de febrero, tras la mediación de la Unión Europea, se aprobó un acuerdo entre Yanukóvich y la oposición para adelantar las elecciones, formar un gobierno de transición, volver a la Constitución de 2004 y frenar la violencia. Sin embargo, al no ratificar Yanukóvich los acuerdos alcanzados, la mañana del 22 de febrero los opositores tomaron las riendas del país y ocuparon las principales instituciones asentadas en Kiev, debido a la ausencia Yanukóvich, que supuestamente había viajado a un congreso de diputados y gobernadores del sureste de Ucrania en Járkov. No obstante, el presidente se encontraba en paradero desconocido y no comunicado al Parlamento, por lo que la oposición lo acusó de haber huido de Kiev con el fin de no ratificar los acuerdos alcanzados y haber abandonado su oficio como presidente, lo que lo llevó a ser destitudo por «el abandono de sus funciones constitucionales», con el voto positivo de 328 de los 450 diputados.
No obstante, las amenazas denunciadas a miembros del Partido de las Regiones y el hecho de que no se hubiese creado ninguna comisión investigadora, paso previo requerido por la Carta Magna para investigar los motivos por los que fue destituido, provocaron que la destitución del presidente fuera cuestionada y el propio Yanukóvich denunciase un presunto golpe de Estado. Mientras tanto, la Rada Suprema tomó el control del país y Oleksandr Turchínov asumió la coordinación del Gobierno y la presidencia del Parlamento.

#### Gobierno interino
Tras el desplazamiento de Yanukóvich del poder por segunda vez en nueve años (en la primera ocasión como primer ministro), el Congreso de diputados y gobernadores regionales del este y del sur de Ucrania hizo un llamamiento a la resistencia y acusó a la oposición de incumplir el acuerdo de paz que había sido firmado el 21 de febrero con el destituido presidente. En 24 de febrero, el Ministerio del Interior emitió una orden de captura contra Yanukóvich acusándolo de «asesinatos en masa» durante la rebelión en Kiev. El 25 de febrero, la Rada Suprema decidió llevar una demanda contra Yanukóvich por crímenes de lesa humanidad ante la Corte Penal Internacional y, al día siguiente emitió una orden de captura internacional en contra suya y del exministro de Interior, Vitali Zajárchenko.
El parlamento ucraniano pospuso para el día siguiente la elección del gobierno interino que debería manejar la situación hasta la elección del 25 de mayo; su presidente, Oleksandr Turchínov, asumió por decreto la posición de Comandante Supremo de las Fuerzas Armadas de Ucrania. Además, el gobierno ruso reiteró que no reconocía al nuevo gobierno de Kiev, ya que consideraba a Yanukóvich «el único poder legítimo de Ucrania», y declaraba que «todas las decisiones adoptadas por la Rada los últimos días suscitaban serias dudas», pues en Ucrania «se derrocó al presidente legítimo mediante un golpe de Estado». No obstante, en mayo de 2014 Rusia reconoció el resultado de las elecciones presidenciales de Ucrania que dieron la victoria a Petró Poroshenko.

##### Intento de abolición de la Ley de Lenguas Cooficiales
| Datos de 2001                                                                        | Datos de 2001 |
| ------------------------------------------------------------------------------------ | ------------- |
| Sebastópol obtuvo el porcentaje más alto (90.6 %), seguido por Crimea con un 77.0 %. |               |
| Datos de 2005                                                                        |               |
| Crimea: 97 % de toda la población                                                    |               |
| Óblast                                                                               |               |
| Dnipropetrovsk                                                                       | 72 %          |
| Donetsk                                                                              | 93 %          |
| Zaporizhia                                                                           | 81 %          |
| Lugansk                                                                              | 89 %          |
| Mikoláyiv                                                                            | 66 %          |
| Odesa                                                                                | 85 %          |
| Járkov                                                                               | 74 %          |

En febrero de 2014, la Rada Suprema acordó abolir la Ley sobre las bases de la política lingüística estatal de 2012, que establecía que en los rayones donde un determinado idioma fuese hablado por al menos 10 % de los habitantes, dicho idioma podía adquirir el rango de lengua cooficial. Sin embargo, el 3 de marzo el presidente interino del parlamento, Oleksandr Turchínov, se negó a firmar la mencionada resolución acerca de la ley de política lingüística hasta que la Rada no elaborase una nueva, por lo que la ley siguió en vigor (en 2018, dicha ley dejó de estar vigente al ser declarada inconstitucional por el Tribunal Constitucional).
La abrogación de la Ley aprobada en 2012 en algún momento hubiera perjudicado a los hablantes de ruso (cooficial en todo el este y sur de Ucrania, además de algunos raiones en Kirovogrado, Cherníhiv, Sumy y Zhitómir), húngaro (cooficial en algunos raiones de Transcarpatia) y rumano (cooficial en algunos raiones de Transcarpatia, Chernivtsí y Odesa). La propuesta fue rechazada por una parte de las comunidades bilingües dentro de Ucrania, además de otros países vecinos con importantes minorías en el territorio ucraniano, en particular Rusia.
Por su parte, las autoridades de Crimea —de ideología prorrusa— habían solicitado la asistencia del gobierno de Moscú después de que la Rada Suprema de Ucrania intentara abolir la ley. Sin embargo, el presidente interino de Ucrania, Oleksandr Turchínov, se negó a firmar esta decisión del Parlamento, instándolo a elaborar una ley nueva que regulara el uso de dichas lenguas.

## Secuelas

### Tensiones separatistas en el sudeste e intervención rusa
Tras la destitución del presidente Víktor Yanukóvich, el Congreso de diputados y gobernadores regionales del Este y Sur de Ucrania llamó a la resistencia y acusó al gobierno de Kiev de incumplir el acuerdo de paz que había sido firmado el 21 de febrero con el depuesto mandatario. La tensión aumentó aún cuando varias provincias del oeste ucraniano, suprimen al otrora oficialista Partido de las Regiones y a su aliado el Partido Comunista de Ucrania. En respuesta a estos hechos, el 24 de febrero miles de manifestantes depusieran al alcalde de Sebastópol —quien había sido nombrado por la Rada Suprema— para reemplazarlo por un ruso étnico y, el 26 de febrero, el presidente ruso Vladímir Putin puso en alerta a las Fuerzas Armadas en las zonas fronterizas con Ucrania. El ejército ruso inició ejercicios militares y desde ese día hubo informes de que soldados rusos habían establecido un puesto de control en Crimea. Entre tanto, alrededor de 3 500 personas marcharon de Sebastópol en dirección de Simferópol (capital crimea) y en la madrugada del 27 de febrero, un grupo de hombres armados tomaron las sedes del Consejo de Ministros y el Consejo Supremo de Crimea (CSC); la bandera rusa fue izada en ambos edificios. El CSC llevó a cabo una moción de censura, escogió a un nuevo primer ministro y convocó un referéndum para el 25 de mayo.
Putin instó al Consejo de la Federación a autorizar el envío de tropas a Ucrania argumentando que había una «situación extraordinaria en Ucrania» que representaba una amenaza «sobre la vida de los ciudadanos rusos»; el Consejo de la Federación aprobó la iniciativa a pesar de las advertencias disuasorias que tanto la Unión Europea como Estados Unidos habían hecho a Rusia. Entre tanto —en conversación telefónica— el presidente estadounidense Barack Obama instó a Putin a que replegase sus tropas por considerar que esta ocupación violaba la ley internacional. Putin le replicó que si la violencia se propagaba a las regiones de Ucrania oriental o a Crimea, Rusia se reservaría «el derecho de proteger sus intereses y a la población rusohablante».
Por su parte, el gobierno ucraniano calificó de «declaración de guerra» el despliegue ruso en Crimea y el ministerio de Defensa movilizó a los reservistas tras ordenar a los comandantes militares poner en alerta a sus unidades. No obstante, las bases militares de Ucrania en Crimea ya estaban bajo el control ruso cuyas fuerzas además habían bloqueado unidades de la marina ucraniana, obligándolas a entregarse. Entre tanto, Rusia había comenzado a acumular tropas en varios sectores de las fronteras del este con Ucrania y desplegó 3 500 soldados y equipo pesado en la costa del mar Báltico en Kaliningrado, cerca de las fronteras de Polonia y de Lituania, causando que ambos países, miembros de la OTAN, pidiesen protección contra una posible invasión rusa.

#### Anexión de Crimea a Rusia (18 de marzo de 2014)
| bajas5 = 2 civiles muertos (durante las protestas),
}}
La anexión de Crimea por Rusia se refiere a la anexión unilateral no reconocida internacionalmente por parte de la Federación de Rusia de las dos entidades que forman la península de Crimea, la República de Crimea  y la ciudad autónoma de Sebastopol, y que formaban parte de la República de Ucrania desde la disolución de la Unión Soviética en 1991. Las dos entidades fueron declaradas como sujetos federales de la Federación de Rusia, de acuerdo con la Ley sobre Nuevos Territorios Federales de la legislación rusa que se aplicó en la península. Esa legislación considera a Crimea parte de Rusia desde el momento de la firma del acuerdo interestatal del 18 de marzo de 2014 y el periodo transitorio se prolongó hasta el 1 de enero de 2015.
La decisión unilateral de Vladímir Putin de anexionarse Crimea tiene su origen en el Euromaidán, la revolución ucraniana iniciada a finales de 2013, la cual culminó con la destitución del prorruso Víktor Yanukóvich que el Kremlin consideró un golpe de Estado. Entonces se iniciaron una serie de manifestaciones de rusófilos —en su mayoría rusos étnicos y ucranianos rusófonos— opuestos a los eventos ocurridos en Kiev y que anhelan estrechar sus vínculos (o inclusive integrarse) con Rusia. Luego varios gobiernos regionales propusieron referendos separatistas y se produjo una invasión militar, donde las Fuerzas Armadas de Rusia se desplegaron en Crimea, con el objetivo, según el Kremlin, de garantizar la integridad de los ucranianos prorrusos habitantes de Crimea y las bases rusas estacionadas allí, hasta que se normalizara la situación sociopolítica; desoyendo las advertencias de no invadir lanzadas por Estados Unidos y Kiev.
Previamente, las autoridades de Crimea, de ideología prorrusa,  habían solicitado la asistencia del gobierno de Moscú después de que la Rada Suprema intentara abolir la ley de lenguas cooficiales del 3 de julio de 2012. Sin embargo, el presidente interino de Ucrania, Oleksandr Turchínov, se negó a firmar esta decisión del Parlamento, instándolo a elaborar una ley nueva que regulara el uso de dichas lenguas.
La anexión de Crimea por Rusia no es reconocida por Ucrania, que la considera ilegítima y opuesta al derecho internacional, y asegura que el territorio sigue conformando la República Autónoma de Crimea y la ciudad especial de Sebastopol. Esta anexión por parte de Rusia, considerada ilegal por parte de Estados Unidos y de la Unión Europea, causó la peor crisis en las relaciones entre Rusia y Estados Unidos desde el final de la Guerra Fría, empeorada drásticamente por la invasión rusa de Ucrania de 2022. Además, ya en marzo de 2014, la Asamblea General de las Naciones Unidas aprobó la Resolución 68/262 llamada Integridad territorial de Ucrania en respuesta a la anexión de Crimea por Rusia. Aprobada por 100 países, la resolución afirmó el compromiso de las Naciones Unidas para reconocer a Crimea como parte de Ucrania, rechazando el referéndum sobre el estatus político.
Invadiendo y anexando Crimea, Rusia violaba un tratado internacional y tres tratados bilaterales firmados con Ucrania: el Memorándum de Budapest —que ofrecía garantías de seguridad por parte de sus signatarios a Ucrania—; el Tratado de Amistad y Colaboración entre Ucrania y Rusia de 1997; el Tratado sobre la permanencia de la Flota del mar Negro rusa en territorio ucraniano hasta 2017 y el Tratado de Járkov por el que dicha permanencia se extendía hasta 2042.

## Sondeos de opinión
La víspera del Euromaidán, la población ucraniana se encontraba virtualmente dividida: un 38,0 % de los ucranianos apoyaba una asociación con Rusia, mientras que el 37,8 % prefería una con Europa. Al mismo tiempo, el 41 % de los ucranianos consideraban que la prioridad para Ucrania tenía que ser la integración con la UE y el 33 %, por el contrario, se mostraba partidario de una unión aduanera con Rusia. El mayor apoyo hacia la integración con la UE se encontraba en Kiev (alrededor de 75 %) y en el oeste de Ucrania (81 %); el apoyo se reducía al 56 % en el centro de Ucrania, al 30 % en el sur y en Crimea (sede de la Flota del Mar Negro) y al 18 % en el este.
Para marzo de 2014 el 52% de los ucranianos deseaba adherirse a la Unión Europea, mientras que tan sólo el 34% deseaba adherirse a la OTAN.Este último porcentaje se elevó en 2019, con un 53% de los ucranianos que deseaban unirse a la OTAN.
Según una encuesta de enero de 2014, el 45% de los ucranianos apoyaron las protestas y el 48% desaprobaron el Euromaidán.Sin emgargo, en una encuesta de marzo dicho porcentaje se elevó, y el 57% de los ucranianos dijeron que apoyaban las protestas de Euromaidán.Otro sondeo publicado en septiembre de 2014 descubrió que el 74% de los rusófonos en Ucrania apoyaba el movimiento Euromaidán y una cuarta parte se oponía.

## Reacciones internacionales
- Rusia: el martes 21 de enero de 2014, el Ministro de Asuntos Exteriores ruso, Serguéi Lavrov, calificó las acciones de Occidente de «estimulantes» para las protestas. Asimismo, ofreció la presencia de Rusia como mediadora del conflicto, aunque añadió que por el momento no lo veía necesario.[181]

Tras los hechos del 22 de febrero, Rusia llamó a consultas a su embajador en Kiev, Mijaíl Zurábov. El 26 de febrero, Vladímir Putin, presidente del país, decidió poner en alerta a las Fuerzas Armadas de Rusia en el centro y oeste del país.
- Alemania: la canciller alemana, Angela Merkel, declaró estar indignada ante el recorte de libertades en Ucrania y apremió al gobierno de Kiev a respetar derechos civiles como la libertad de reunión y manifestación, en lugar de tratar de restringirlos.[52]

- Polonia: espera una solución diplomática y mayor implicación diplomática de la Unión Europea. En febrero de 2014, después de la muerte de 30 personas, el primer ministro polaco, Donald Tusk, declaró que «los polacos, sin duda, no seguirán indiferentes a estos eventos» y que «el desarrollo de los acontecimientos en Ucrania determinarán la historia y el futuro de toda la región y afectarán directamente al futuro y a la seguridad de Polonia y de los polacos».[184]

- Francia: François Hollande, presidente de la República Francesa, calificó los disturbios de «actos incalificables, intolerables, de inadmisible brutalidad».[185]

- Estados Unidos: Barack Obama, presidente de los Estados Unidos de América, afirmó que «el gobierno ucraniano es responsable» de la violencia, que este debe garantizar a los «manifestantes pacíficos» del derecho de expresarse «sin miedo a la represión». Por último, concluyó que «habrá consecuencias si la gente sobrepasa los límites. Y eso incluye que los militares no se metan en algo que debería solucionarse entre los ciudadanos».[186]

El 23 de febrero de 2014, tras la huida y destitución de Yanukóvich, Estados Unidos pide que Rusia respete la transición e integridad territorial de Ucrania.
- Unión Europea: la UE aprueba las primeras sanciones mientras trata de frenar la violencia. Tres ministros de Exteriores de la UE intentaron negociar en Kiev un pacto que incluyera la formación de un gobierno de coalición, elecciones anticipadas y una reforma constitucional.[4]

El 23 de febrero de 2014, tras el triunfo de la revolución europeísta en Kiev, la UE informa que dará a Ucrania un crédito por 20 mil millones de euros.
- España: el Ministerio de Asuntos Exteriores y de Cooperación, en comunicado oficial del 22 de febrero, «celebra el acuerdo alcanzado entre el presidente de Ucrania y los líderes de la oposición», destacando y agradeciendo «el decisivo papel que ha jugado la Unión Europea para lograr una aproximación de las diferentes posturas en una negociación difícil y compleja, cuyos compromisos deben comenzar a ejecutarse a la mayor urgencia con el fin de lograr avances concretos».[189]

- Bielorrusia: el 28 de febrero de 2014, el Ministerio de Relaciones Exteriores expresó su preocupación respecto a los eventos en Ucrania.[190]

- Lituania: el Ministerio de Relaciones Exteriores llamó a consultas al embajador de Rusia ante Lituania para discutir la situación en Ucrania.[191]

- Turquía: el ministro de Relaciones Exteriores, Ahmet Davutoğlu, declaró el 28 de febrero que «Turquía considera importante la democracia y la estabilidad política basada en la democracia para el futuro de Ucrania» y que «Crimea es importante para Turquía, ya que es la puerta de Turquía a Ucrania, y también lo es para nuestros compatriotas tártaros».[192]

- México: la Secretaría de Relaciones Exteriores realizó, mediante un comunicado, un «llamado a las partes a evitar la violencia y retomar el camino del diálogo, con base en el respeto a las instituciones, el Estado de derecho y los derechos humanos».[193]

## El Euromaidán en la cultura
Dos películas documentales, estrenadas casi a la vez pero con enfoques contrapuestos, tratan de los trasfondos históricos que llevaron al Euromaidán y de su desarrollo:
- Winter on Fire: Ukraine's Fight for Freedom (2015), producida por Netflix
- Ukraine on Fire (2016), producida por Oliver Stone